# Nadzór emerytalny
Nadzór emerytalny – część nadzoru nad rynkiem finansowym w Polsce dotycząca nadzoru nad rynkiem emerytalnym (otwarte fundusze emerytalne i powszechne towarzystwa emerytalne, pracownicze programy emerytalne, indywidualne konta emerytalne i banki depozytariusze) wprowadzona w Polsce w związku z reformą emerytalną lat 1997-1999. Pierwotnie nadzór emerytalny sprawowany był na podstawie ustawy o organizacji i funkcjonowaniu funduszy emerytalnych i ustawy o pracowniczych programach emerytalnych z 1997 przez Urząd Nadzoru nad Funduszami Emerytalnymi. W latach 2002-2006 nadzór emerytalny sprawowała Komisja Nadzoru Ubezpieczeń i Funduszy Emerytalnych, a od 2006 Komisja Nadzoru Finansowego.